# Gammarinema prilepskyi
Gammarinema prilepskyi is een rondwormensoort uit de familie van de Monhysteridae. De wetenschappelijke naam van de soort is voor het eerst geldig gepubliceerd in 1986 door Tchesunov & Pletnikova in Chesunov & Pletnikova.